# Abdoulay Diaby
Abdoulay Diaby (Nanterre, 21 de maio de 1991), mais conhecido como 'Lança do Mali', é um futebolista profissional maliano que atua como atacante. Atualmente, joga pelo Al Jazira.

## Carreira
Abdoulay Diaby representou o elenco da Seleção Malinesa de Futebol no Campeonato Africano das Nações de 2017.

## Títulos
Club Brugge
- Campeonato Belga: 2015–16, 2017–18
- Supercopa da Bélgica: 2016

Sporting
- Taça da Liga: 2018–19
- Taça de Portugal: 2018–19

### Artilharias
- Copa do Mundo de Clubes da FIFA: 2021 (2 gols)